# Ingeniería de riegos y drenajes
La Ingeniería de riegos y drenajes es la rama de Ingeniería agrícola que aplica los fundamentos de Mecánica de fluidos, Hidráulica e Hidrología en la concepción, diseño, ejecución y evaluación de proyectos de construcción de fuentes hídricas para diferentes clases de cultivos, haciendo de antemano un estudio estadístico y financiero del terreno y a partir de conceptos estocásticos se trata de simular como funcionaría dicho proyecto y si en realidad suple las necesidades existentes. Es importante tener también en cuenta las características fisiológicas del cultivo y las propiedades del suelo, tanto propiedades geotécnicas como biológicas y químicas.
Su campo de investigación está encaminado a tres ámbitos:

## Diseño, construcción y selección de sistemas de riego
El ingeniero agrícola está en capacidad conociendo de antemano las propiedades físicas, hidrológicas, mecánicas y agronómicas del terreno a trabajar, de seleccionar y diseñar sistemas de riego adecuados y cada uno de sus componentes (tuberías, bombas, manómetros, aspersores, goteros, aditamentos y válvulas); entre los sistemas más utilizados por el ingeniero agrícola se destacan riego por goteo, riego por aspersión y riego por superficie.

## Diseño y construcción de sistemas de drenaje de terrenos agrícolas
Se realizan estudios ambientales, hidrológicos y mecánicos del terreno para determinar el tipo de drenaje más adecuado para cada caso, así como los parámetros para su posterior construcción.